# Bielorrusia en los Juegos Olímpicos de Pyeongchang 2018
Bielorrusia estuvo representada en los Juegos Olímpicos de Pyeongchang 2018 por un total de 33 deportistas que compitieron en 6 deportes. Responsable del equipo olímpico fue el Comité Olímpico Nacional de Bielorrusia, así como las federaciones deportivas nacionales de cada deporte con participación.
La portadora de la bandera en la ceremonia de apertura fue la esquiadora acrobática Ala Tsuper.

## Medallistas
El equipo olímpico bielorruso obtuvo las siguientes medallas:
| Nombre                                                             | Deporte          | Competición               |
| ------------------------------------------------------------------ | ---------------- | ------------------------- |
| Oro                                                                |                  |                           |
| Nadezhda Skardino Iryna Kriuko Dzinara Alimbekava Daria Domracheva | Biatlón          | Relevos 4 × 6 km F        |
| Hanna Huskova                                                      | Esquí acrobático | Salto aéreo F             |
| Plata                                                              |                  |                           |
| Daria Domracheva                                                   | Biatlón          | Salida en grupo 12,5 km F |
| Bronce                                                             |                  |                           |
| —                                                                  |                  |                           |